# Imagotaria
Imagotaria is een monotypisch geslacht van uitgestorven mariene zoogdieren, dat voorkwam in het Laat-Mioceen.

## Beschrijving
De ontwikkeling van dit bij de walrussen ingedeeld dier met de kenmerken van een zeeleeuw bevond zich waarschijnlijk in een tussenstadium. Dit 180 centimeter lange dier had hoektanden, groter dan die van zeeleeuwen, maar kleiner dan die van walrussen.

## Leefwijze
Zijn voeding bestond hoofdzakelijk uit vis en schelpdieren, ook al waren de kiezen daar nauwelijks voor aangepast.

## Vondsten
Resten van dit dier werden gevonden in Noord-Amerika, aan de Grote Oceaan-kust.